# The Bigamist (film 1916)
The Bigamist è un film muto del 1916. Il nome del regista non appare nei titoli. Tra gli attori, anche Hayden Coffin, popolare baritono della scena musicale e teatrale inglese, interprete di operette e commedie musicali.

## Produzione
Il film fu prodotto dalla L & P Exclusives.

## Distribuzione
Distribuito dalla L & P Exclusives, il film uscì nelle sale cinematografiche britanniche nel novembre 1916.